# Безымянное (озеро, Усть-Камчатский район)
Безымянное — озеро в России, находится на территории Усть-Камчатского района Камчатского края. Площадь водного зеркала — 1,57 км².
Лежит в пойме реки Камчатка, в 7 км к западу от упразднённого в 1968 году села Камаки между рекой Камчатка, озёрами Урукулон и Длинное и рекой Старая Хапица. Окружено болотными массивами глубиной около 0,5 м. По форме похоже на прямоугольный треугольник с закругленными углами. В юго-западной части озера вдаётся полуостров.
По данным государственного водного реестра России относится к Анадыро-Колымскому бассейновому округу. Код водного объекта — 19070000111120000001138.